# Pik Nansena
Pik Nansena (ryska: Пик Нансена) är ett berg i Kirgizistan.   Det ligger i oblastet Ysyk-Köl Oblusu, i den östra delen av landet, 400 km öster om huvudstaden Bisjkek. Toppen på Pik Nansena är 5 680 meter över havet.
Terrängen runt Pik Nansena är huvudsakligen mycket bergig. Runt Pik Nansena är det mycket glesbefolkat, med 5 invånare per kvadratkilometer. Det finns inga samhällen i närheten. 